# Jan Bake
Jan Bake (também John Bake; Leiden, 1 de setembro de 1787 — Leiden, 26 de março de 1864) foi um filólogo clássico e critico literário neerlandês.

## Biografia
John era o filho do médico cirurgião e obstetra Herman Adriaan Bake e de sua esposa Margaret Mitchell, filha de um clérigo inglês em Roterdã. Depois de frequentar o ensino secundário em Leiden, começou em 1804 a estudar Direito na Universidade de Leiden. Em 21 de agosto de 1810, concluiu seu doutorado com teses jurídicas. Apesar de ter sido o seu plano trabalhar como advogado em Amsterdã, foi contratado como vice-diretor da escola de ensino secundário de Leiden. Em 2 de agosto de 1815 foi nomeado por decreto real Doutor de Filosofia.
Bake foi nomeado em 16 de outubro de 1815, na Faculdade de Filosofia da Universidade de Leiden, professor extraordinário de literatura grega e latina. Iniciou essa nova função em 25 de novembro de 1815 com o discurso de Principum tragicorum meritis, praesertim Euripidis. Dois anos depois, recebeu sua designação como professor titular de sua especialidade, que ele assumiu em 14 de junho de 1817 com o discurso de Custodia veteris doctrinae et elegantiae, praecipuo grammatici officio. Bake também participou das tarefas de organização da Universidade de Leiden e ficou como reitor de 1828 a 1829. Renunciou ao cargo com o discurso acadêmico de humanitatis laude. Sua cátedra ele manteve até se aposentar em 1 de outubro de 1857.
Bake tornou-se um importante representante da Filologia neerlandesa do século XIX e adquiriu também uma excelente reputação além das fronteiras de seu país natal. Suas realizações científicas estavam, principalmente, relacionadas a Cícero e à Grécia Antiga. Sobretudo a Bibliotheca critica nova (1825-1831, 6 volumes) de Bake, Jacob Geel (1789-1862), Petrus Hofman Peerlkamp (1786-1865), Hendrik Arent Hamaker (1789-1835), Johan Rudolf Thorbecke e outros, refutou a tese geral, de que a filologia neerlandesa tinha terminado após a morte de Daniel Wyttenbach. Seu mérito foi, entre outros, o da construção do novo Observatório de Leiden. Entre seus alunos estavam: Jacob Willem Elink Sterk (1806-1856), Reinier Cornelis Bakhuizen van den Brink (1810-1865) e Guillaume Groen van Prinsterer. Bake foi Cavaleiro da Ordem do Leão Neerlandês e membro de várias sociedades científicas nacionais e estrangeiras. Em 11 de novembro de 1816 tornou-se correspondente e em 29 de dezembro de 1820 membro da Academia Real das Artes e Ciências dos Países Baixos, em Amsterdã.
Sua biografia foi escrita em holandês por seu aluno Bakhuizen van der Brink (1865); para apreciar seus serviços prestados à literatura clássica consulte Lucian Müller, Geschichte der klassischen Philologie in den Nederlanden (1869).

## Obras selecionadas
- Posidonii Rhodii Reliquiae Doctrinae (1810)
- Cleomedis Circularis Doctrina de Sublimitate (1820)
- Bibliotheca Critica Nova (1825–1831)
- Scholica Hypomnemata (1837–1862), uma coleção de ensaios relacionados principalmente com Cícero e os oradores áticos
- Cicero, De Legibus (1842) e De Oratore (1863)
- Apsinis et Longini Rhethorica (1849).

## Família
Bake casou duas vezes:
- O primeiro casamento foi em 24 de maio de 1811, em Leiden, com Elizabeth Nicoline Sara Hoogvliet (1793-1820), filha de Frans Cornelis e Elisabeth Hoogvliet Tenkink. Com ela teve três filhos;
- O segundo casamento foi em 18 de novembro de 1823, em Leiden, com Johanna Maria van Royen (1802-1863), filha de Jan van Royen e Johanna Maria Hoogvliet. Com ela teve três filhos.